# Bakunin
Bakunin je priimek več oseb:
- Fjodor Aleksejevič Bakunin, sovjetski general
- Mihail Aleksandrovič Bakunin, ruski revolucionar in anarhist